# 5’Nizza

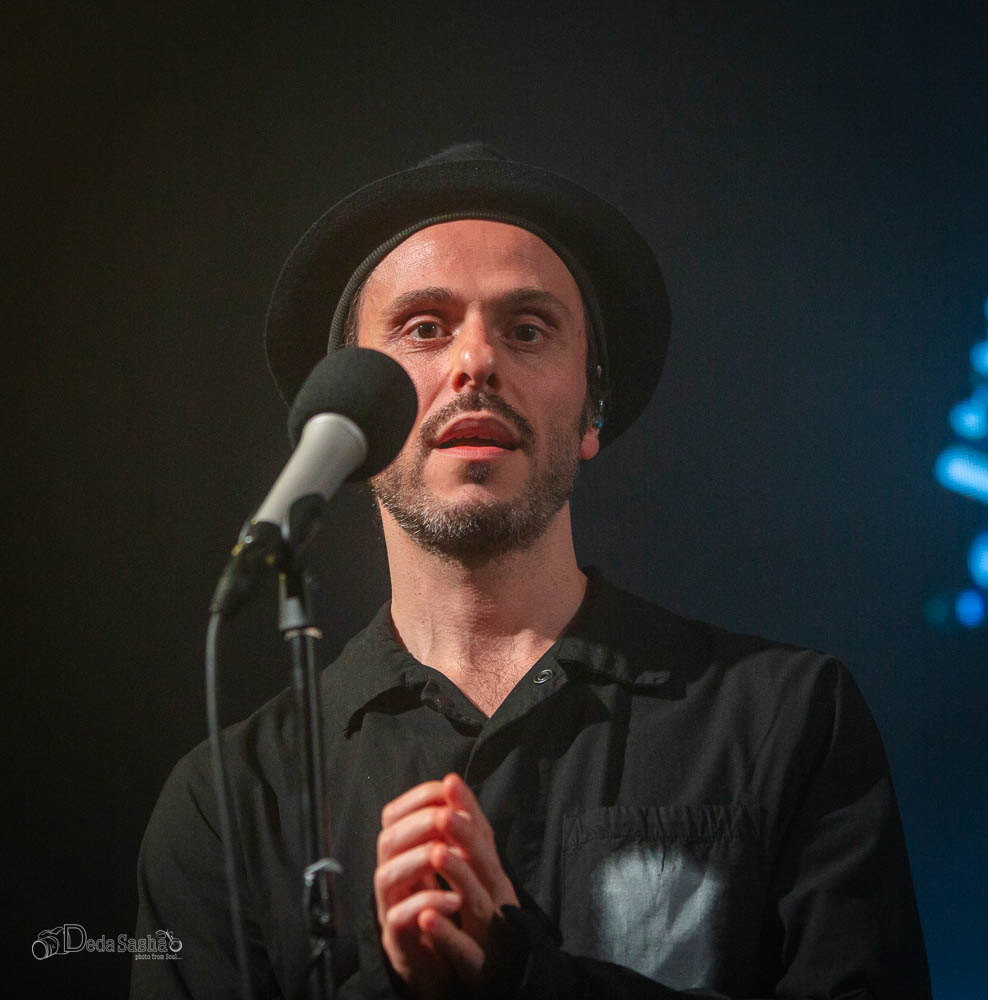
5’nizza в Израиле

5’nizza (читается «Пятница») — украинский музыкальный дуэт из Харькова, исполняющий песни в стиле хип-хоп, регги и фанк, существовавший с 2000 по 2007 год, а также с 2015 года. За годы своего существования коллектив записал три полноформатных студийных альбома.
4 марта 2015 года группа объявила об объединении и анонсировала несколько концертов в России, Белоруссии, США и Украине.

## История
Первая встреча основателей, единственных и постоянных участников группы — Сергея Бабкина и Андрея Запорожца — состоялась в 1994 году в Харьковском лицее искусств № 133, куда Бабкин перешёл в 10-м классе. Там ребята и сдружились на почве общих музыкальных интересов. По окончании школы Запорожец поступил в мединститут, Бабкин — в университет искусств на театральное отделение. Оба частенько навещали своих друзей в общежитии. В том же общежитии группа исполняла свои первые песни на совместных акустических сейшнах с группой Оркестр Че. Годом создания группы можно считать 2000, когда было придумано название и совместно написаны первые песни.
Летом 2002-го ребята отправились на КаZантип, где их живые пляжные выступления вызвали заметный интерес жителей Z-республики. Именно тогда «Пятницу» приметил лидер группы «W.K.?» — Эдик Шумейко («Шум») — у которого на Казантипе проходили выступления. Он-то и предложил ребятам съездить в Москву с несколькими концертами. 5’nizza приняли приглашение и уже на втором-третьем концерте в Москве клуб ломился от слушателей.
На одной из местных студий за 30 долларов был записан первый, неофициально изданный альбом. В считанные недели он был распродан через пиратскую сеть огромными тиражами. Немного поздней был записан второй, уже официальный, альбом с теми же композициями, плюс несколько бонус-треков. Зимой на финском заливе в Питере был снят клип на песню «Зима», который так и не увидел свет — ребятам работа не понравилась. Затем последовал клип на песню «Солдат», к тому времени находящейся в активной ротации на радио. Также было снято видео на песню «Ямайка».
Популярность группы росла стремительными темпами, за Москвой последовали другие города, многотысячные площадки. В 2004 году музыканты записали второй официальный альбом, который, правда, не вызвал былого ажиотажа. Затем был снят и представлен клип «Новый день» на песню из последнего альбома. После чего начался сбор материала для третьей, последней, так и не изданной пластинки. Всё это время группа не прекращала гастрольной деятельности. По общим меркам, выступления проходили не так часто, так как Сергей Бабкин был активно занят в харьковском театре «Театр 19».
В 2007 году в процессе записи третьего официального альбома мнения и желания участников группы Сергея Бабкина и Андрея Запорожца разошлись. Изначально планировалось разнообразить звучание, добавив в каждую композицию альбома по одному инструменту. Но собралась команда, в ходе экспериментов всё пошло не так, как планировалось. Были записаны первые композиции совместно со всей музыкальной командой. В итоге гитара, некогда заменявшая все инструменты, ушла на второй план, а вместе с ней и Сергей Бабкин, что противоречило концепции группы. Пропало фирменное «пятничное» звучание, да и песни другие, тогда Андрей писал их сам. Было принято решение, что 5’Nizza останется в истории как акустический дуэт с двумя альбомами, а новый материал станет сольным проектом Андрея Запорожца. Тем более, что группа планировала сделать третий альбом последним. Однако некоторые гитарные проигрыши и бэк-вокальные партии Сергея Бабкина на альбоме всё-таки есть. Проект получил название SunSay.
Несмотря ни на что, 18 января 2008 года в честь дня рождения Михаила Кабанова (участника группы Оркестр Че, друзей 5’nizza) Sun’ом и Сергеем был дан маленький незапланированный концерт группы.
4 марта 2015 года группа объявила[где?] об объединении. 21 апреля на канале YouTube группы был опубликован клип на новую песню «I Believe In You», а 1 мая поклонники услышали вторую записанную после воссоединения песню «Вперёд». 21 мая вышла новая песня «Але».
5 декабря 2015 года в Киевском Дворце спорта группа впервые исполнила свою новую песню «Вверх».

## Стиль/Звучание
Группа исполняет песни, сочетающие различные жанры (регги, хип-хоп, фанк, рок, ска и другие). Большинство композиций написаны на русском языке, однако в репертуаре группы присутствуют песни и на украинском языке, местами композиции дополнены строчками на английском и французском.
- Андрей Запорожец (Sun) — вокал
- Сергей Бабкин (ОтецРодНой) — вокал, акустическая гитара, имитация инструментов голосом (битбокс, вокальная перкуссия).

В написании песен принимают участие оба музыканта.

## Сотрудничество
В 2002 году группа Танок на Майдане Конго готовила к изданию сборник ремиксов и ремейков. 5’nizza для этой записи сделали свой кавер на песню «Зачекай».

## Дискография

### Студийные альбомы
- 2003 — Пятница
- 2005 — О5
- 2017 — КУ

### EP
- 2015 — I Believe In You

### Неофициальные релизы
- 2003 — Анплаггед

### Синглы
- 2000 — Весна
- 2000 — Ты кидал
- 2002 — Солдат
- 2002 — Нева
- 2005 — Оно
- 2005 — Натяни
- 2006 — В пятницу вечером (при участии «Браво»)
- 2008 — Стрела
- 2015 — I Believe In You
- 2015 — Вперёд
- 2015 — Але
- 2015 — NeKino
- 2016 — Вверх
- 2016 — Далеко
- 2021 — Всё не то (при участии «alyona alyona»)

## Достижения
- Премия журнала Fuzz в номинации «Лучшая новая группа года» (2004)
- Премия «Поборол» в номинации «Прорыв года» (2003)

## Участие в массовых проектах
В 2003 году группа приняла участие в проекте «Неголубой огонёк», исполнив Гимн СССР. Тогда же группа записала к 50-летию Бориса Гребенщикова песню «Луна, успокой меня», которая, однако, не вошла в вышедший тогда трибьют «Небо и земля».
В 2004 году группа записала песню «Вася. В пятницу вечером», которая попала в трибьют группе «Браво».